# Guerrero del arco iris (canción)
«Guerrero del arco iris» es una canción de las más clásicas de la banda argentina de heavy metal Rata Blanca, compuesta por Walter Giardino. Es la sexta canción del tercer álbum de estudio Guerrero del arco iris (1991).
Es un sencillo dedicado al barco de Greenpeace ya que Argentina es uno de los países en donde esta ONG más ha colaborado para restablecer el orden de la naturaleza. La expresión "guerrero del arco iris" procede de una profecía de indígenas norteamericanos que decía que cuando el mundo estuviera agonizante, el guerrero del arco iris llegaría para salvarlos.

## Formación de la banda al editar el canción
- Walter Giardino: Guitarra líder.
- Adrián Barilari: Cantante.
- Sergio Berdichevsky: Guitarra rítmica.
- Gustavo Rowek: Batería.
- Guillermo Sánchez: Bajo.
- Hugo Bistolfi: Teclado.